# Ratpenat de ferradura filipí
El ratpenat de ferradura filipí (Rhinolophus philippinensis) és una espècie de ratpenat que es troba a Austràlia, Indonèsia, Malàisia, Papua Nova Guinea i Filipines.